# Chrysso cambridgei
Chrysso cambridgei är en spindelart som först beskrevs av Alexander Petrunkevitch 1911.  Chrysso cambridgei ingår i släktet Chrysso och familjen klotspindlar. Inga underarter finns listade i Catalogue of Life.